# Juan Mata
Juan Manuel Mata García (n. 28 aprilie 1988, Villafranca Montes de Oca⁠(d), Castilia și León, Spania) este un fotbalist spaniol, care joacă pe post de mijlocaș lateral sau atacant la Western Sydney Wanderers FC⁠(d) în A-League. Pe plan internațional, are prezențe la națională pentru Spania U17⁠(d), Spania U-19⁠(d), Spania U-20⁠(d), Spania U-21, Spania U23⁠(d), Spania și Spania U-16⁠(d).
Piciorul lui preferat este stângul. Este cunoscut pentru creativitate, viteză, accelerație, versatilitate și pentru tehnică. Media l-a comparat cu fostul său coleg David Silva dar și cu legenda echipei Chelsea, Gianfranco Zola.
Mata și-a început cariera la Real Oviedo. În 1997 s-a alăturat echipei Real Madrid. Mata și-a petrecut 3 ani la echipa de tineret a madrilenilor, iar la vârsta de 18 ani a făcut pasul la echipa a doua, Real Madrid Castilla, la care și-a petrecut sezonul 2006-2007, marcând 10 goluri în 39 de partide. La începutul sezonului 2007-2008 a semnat cu echipa Valencia care evolua în La Liga. În acel sezon a fost votat Cel mai bun tânăr al echipei. La debutul cu Valencia a câștigat Cupa Regelui. Încă din primul său sezon a reușit să devină un integralist la mijlocul echipei, reușind să adune 174 de apariții în cele 4 sezoane jucate alături de echipa ce evoluează pe Stadionul Mestalla. În sezonul 2011-2012, Mata a semnat cu echipa engleză Chelsea în august 2011, pentru o sumă în jurul a 23,5 milioane de lire sterline. Pe data de 27 august 2011 a reușit să-și facă debutul cu un gol la Chelsea contra lui Norwich, gol marcat după ce a intrat în joc, el fiind rezervă. Mata a câștigat Liga Campionilor și Cupa FA cu echipa londoneză, unde a și primit premiul de Jucătorul Anului din partea clubului. După un gol înscris în poarta echipei Monterrey în Cupa Mondială a Cluburilor, acesta a reușit să debuteze cu gol în Premier League, Cupa FA, Liga Campionilor, Cupa Capitalei și Cupa Mondială a Cluburilor.
De asemenea, Mata a reprezentat Spania la toate nivelele posibile. Pe data de 9 septembrie 2009, Mata a marcat primul gol pentru naționala mare contra Estoniei.

## Viața personală
Juan Manuel Mata García s-a născut pe data de 28 aprilie 1988 în orășelul Ocón de Villafranca, Burgos. Și-a moștenit numele de la tatăl lui, care a fost și el fotbalist, Juan Manuel Mata Sr., care a jucat între anii '80 și anii '90, la echipa locală, Burgos CF. Mata a fost trimis de la o vârstă fragedă în orașul în care s-a născut tatăl său, Oviedo, tatăl său devenindu-i mai apoi agent afiliat de FIFA. A absolvit Universitad Politecnica de Madrid, studiind jurnalismul, afacerile și reclama. În timpul liber joacă tenis de masă, un sport pe care îl joacă de mic copil. De când a ajuns la Chelsea îi place să viziteze toată Londra. Porecla lui la Chelsea este Johnny Kills.

## Cariera

### Începutul carierei
Mata și-a început cariera la Real Oviedo, unde tatăl lui și-a petrecut majoritatea carierei. A jucat 3 ani acolo înainte de a ajunge la Real Madrid, la vârsta de 15 ani. După ce a apărut în echipa Cadete A, a ajuns la echipele de juniori, Juvenil C și Juvenil A.
După ce a ajuns la Real Madrid Castilla în sezonul 2006-2007, i s-a dat numărul 34 la echipa mare și 28 la echipa a doua.

### Valencia

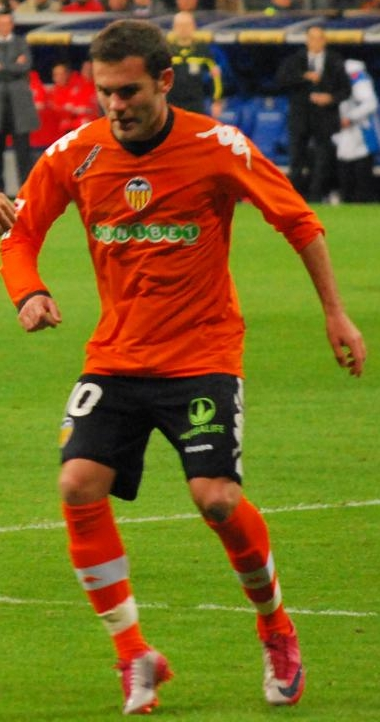
Mata evoluând pentru Valencia

Mata avea o clauză de reziliere în ultimul sezon petrecut cu Real Madrid, și a acceptat o ofertă venită de la Valencia, deoarece juca în La Liga, transferându-se în martie 2007.
Profitând de accidentările curente a lui Vicente, Mata a reușit să ajungă integralist pe Mestalla. Pe data de 20 martie 2008 a reușit o dublă contra Barçei în semifinalele Cupei Regelui, ajutându-și echipa să ajungă în finală unde, pe data de 16 martie, a reușit să deschidă scorul în înfrângerea cu 3-1. În acel sezon a fost votat de fani și de jucători Cel mai bun tânăr al clubului.
În Supercupa Spaniei 2008, Mata a marcat contra fostului său club Real Madrid, în înfrângerea cu 1-2, dar Valencia a pierdut în retur cu 2-4, rezultatul final fiind 3-6 la general. A început bine sezonul 2008-2009, marcând contra Mallorcăi, într-o victorie cu 3-0 a Valenciei. De asemenea a marcat unicul gol al partidei contra Osasunei, lungindu-se după o pasă lungă a lui David Villa.
Pe data de 25 septembrie 2008, Mata a dovedit creșterea sa în performanță,creând 2 goluri împotriva Málagăi. Trei zile mai târziu a pus umărul la victoria cu 4-2 împotriva lui Deportivo, marcând 1 gol și creând celelalte 2 goluri.
Pe sfârșitul sezonului, Mata a marcat 2 goluri foarte importante: primul, golul câștigător contra lui Sporting, unde Valencia a câștigat cu 3-2, și golul de 2-1 dintr-un penalty contra Sevilliei, echipa sa câștigând meciul cu 3-1 după ce a revenit David Villa după o accidentare. La finalul sezonului a avut niște statistici extraordinare: 11 goluri și 13 asisturi, fiind al doilea din ligă, după jucătorul Barçei, Xavi.
În următoarele 2 sezoane, Mata s-a arătat foarte ofensiv, marcând 17 goluri în 68 de partide combinate, clubul său reușind să ajungă pe podiumul La Liga. Pe data de 10 aprilie 2011, a marcat 2 goluri în victoria cu 5-0 peste rivala Villareal. Pe data de 9 mai un jurnalist spaniol stabilit în Anglia a anunțat că mai multe cluburi din Premier League îl curtează.

### Chelsea

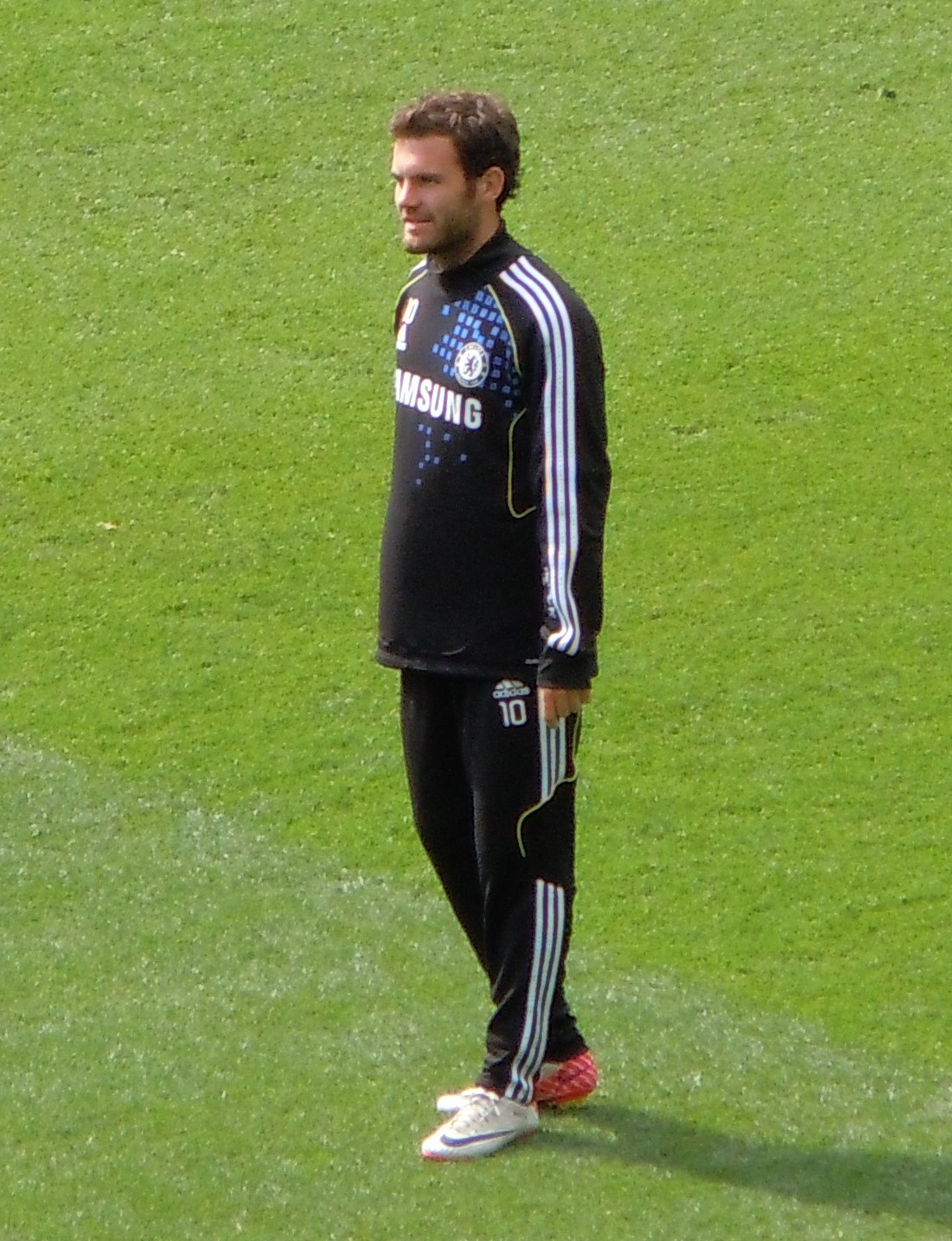
Mata la antrenamentele lui Chelsea

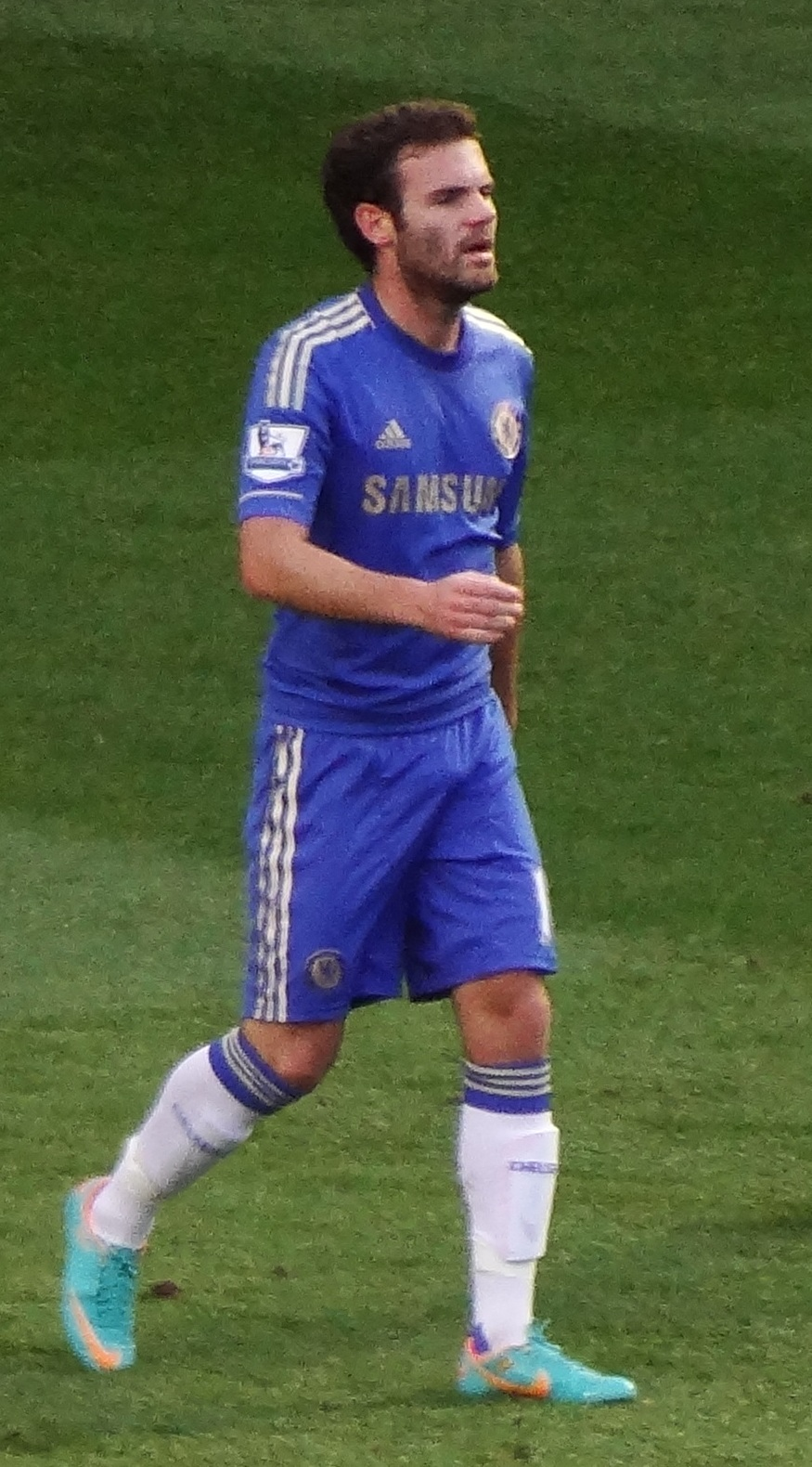
Mata evoluând pentru Chelsea

Pe data de 21 august 2011, Valencia a decis să accepte o ofertă de 23,5 milioane de lire sterline pentru Mata, de la clubul englez Chelsea. Pe data de 24 august 2011, Mata a decis să semneze pentru echipa din Premier League, având un contract de 5 ani. Fernando Torres la îndrumat să ajungă pe Stamford Bridge, spunând: Fernando m-a făcut să mi se pară interesant să mă mut aici. A spus că ar fi bine să ajung aici și, consultându-mă cu prietenii și cu familia, am decis, cu acordul lor, să semnez contractul.
Pe data de 26 august 2011, Yossi Benayoun i-a oferit numărul 10 lui Mata spunând: Am decis să-i dau numărul 10 lui Juan - numărul lui preferat. Pentru mine este doar un număr, nu cel norocos, 15. (numărul 15 fiind ocupat de Florent Malouda). Mata a răspuns: Este un număr foarte important pentru mine și mă simt onorat să-l port. Vreau să îi mulțumesc lui Yossi. Alți jucători importanți care au avut numărul 10 la Chelsea sunt Joe Cole, Mark Hughes, Ian Hutchinson și Terry Venables.
Mata și-a făcut debutul pentru Chelsea contra lui Norwich, pe data de 27 august 2011, marcând după ce a intrat pe teren ca rezervă, în prelungiri.

### Manchester United
Pe data de 23 ianuarie 2014 , Mata acceptă oferta de 35 milioane de lire sterline pentru transferul la clubul englez Manchester United. Mata va evolua în tricoul celor de la Manchester United cu numărul 8.Într-o echipă lipsită de strălucire mijlocașul spaniol a dat tonul revenirii echipei.A jucat bine încă de la primele sale meciuri marcând goluri importante și fiind un om de bază în echipa lui Manchester United.În foarte scurt timp a devenit una dintre vedetele echipei.

## Stilul de joc
Inițial la Chelsea sub comanda lui André Villas-Boas, a fost folosit ca aripă în formația 4-3-3. Sub comanda lui Roberto Di Matteo, a fost folosit pe postul lui preferat, mijlocaș ofensiv, în formația 4-2-3-1. Mata este cunoscut pentru viziunile sale, pentru pase și pentru mișcările sale. Este de asemenea un foarte bun jucător la finalizare.

## Cariera internațională

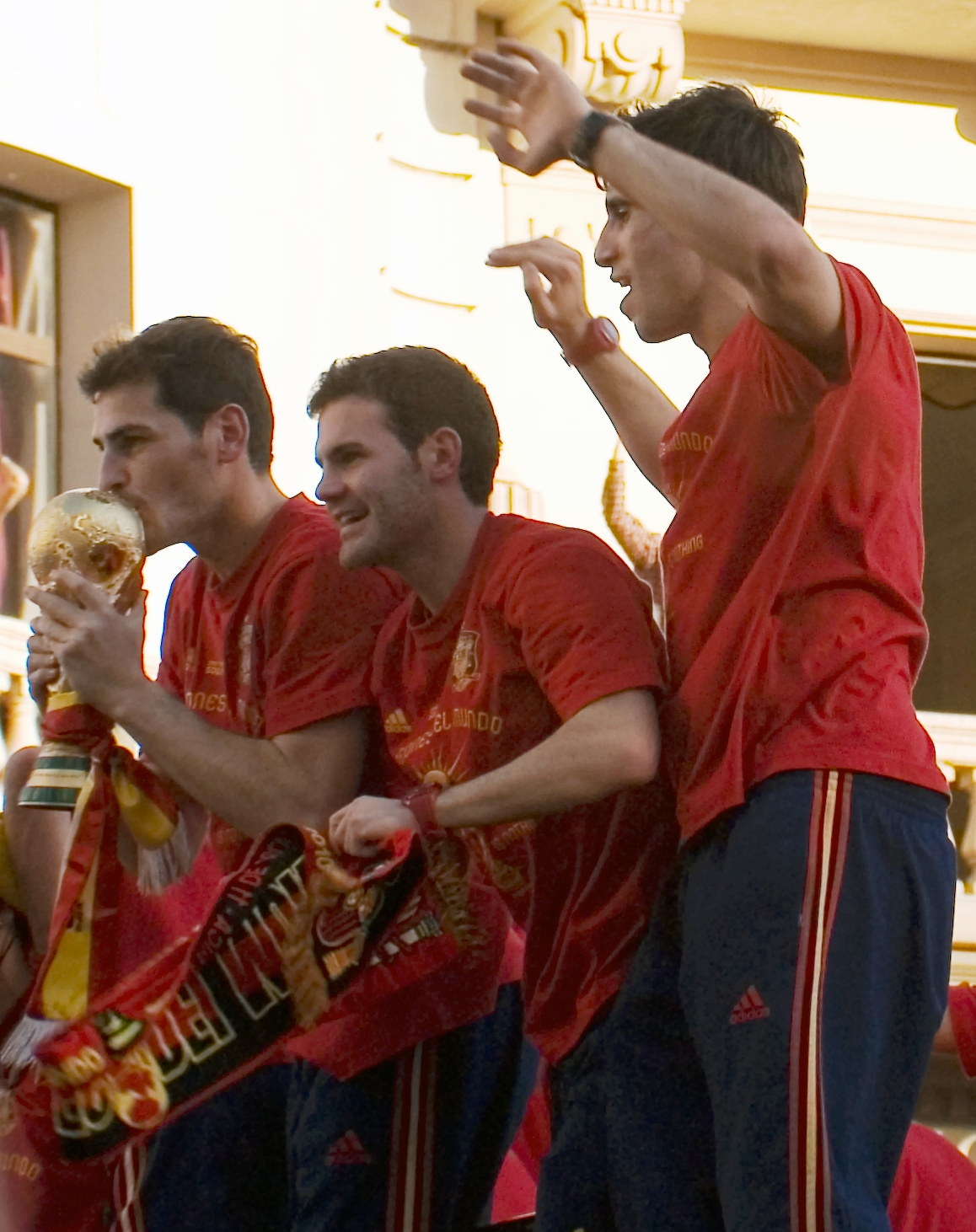
Mata sărbătorind câştigarea CM 2010 alături de Iker Casillas (stânga) și Javi Martínez (dreapta)

Mata a jucat la toate nivelele posibile pentru echipa națională de fotbal a Spaniei. Debutul la echipa mare și l-a făcut pe 28 martie 2009.

## Statistici carieră

### Club
La 15 aprilie 2018.
| Club                 | Sezon         | Campionat        | Campionat | Campionat | Cupă    | Cupă   | Cupa Ligii | Cupa Ligii | Europa  | Europa | Altele  | Altele | Total   | Total  |
| Club                 | Sezon         | Divizie          | Meciuri   | Goluri    | Meciuri | Goluri | Meciuri    | Goluri     | Meciuri | Goluri | Meciuri | Goluri | Meciuri | Goluri |
| -------------------- | ------------- | ---------------- | --------- | --------- | ------- | ------ | ---------- | ---------- | ------- | ------ | ------- | ------ | ------- | ------ |
| Real Madrid Castilla | 2006–07       | Segunda División | 39        | 10        | —       | —      | —          | —          | —       | —      | —       | —      | 39      | 10     |
| Real Madrid Castilla | Total         | Total            | 39        | 10        | —       | —      | —          | —          | —       | —      | —       | —      | 39      | 10     |
| Valencia             | 2007–08       | La Liga          | 24        | 5         | 8       | 4      | —          | —          | 1       | 0      | —       | —      | 33      | 9      |
| Valencia             | 2008–09       | La Liga          | 37        | 11        | 2       | 1      | —          | —          | 6       | 1      | 2       | 1      | 47      | 14     |
| Valencia             | 2009–10       | La Liga          | 35        | 9         | 2       | 0      | —          | —          | 14      | 5      | —       | —      | 51      | 14     |
| Valencia             | 2010–11       | La Liga          | 33        | 8         | 3       | 0      | —          | —          | 7       | 1      | —       | —      | 43      | 9      |
| Valencia             | Total         | Total            | 129       | 33        | 15      | 5      | —          | —          | 28      | 7      | 2       | 1      | 174     | 46     |
| Chelsea              | 2011–12       | Premier League   | 34        | 6         | 7       | 4      | 1          | 0          | 12      | 2      | —       | —      | 54      | 12     |
| Chelsea              | 2012–13       | Premier League   | 35        | 12        | 6       | 1      | 5          | 2          | 14      | 4      | 4       | 1      | 64      | 20     |
| Chelsea              | 2013–14       | Premier League   | 13        | 0         | 0       | 0      | 2          | 1          | 2       | 0      | —       | —      | 17      | 1      |
| Chelsea              | Total         | Total            | 82        | 18        | 13      | 5      | 8          | 3          | 28      | 6      | 4       | 1      | 135     | 33     |
| Manchester United    | 2013–14       | Premier League   | 15        | 6         | —       | —      | —          | —          | —       | —      | —       | —      | 15      | 6      |
| Manchester United    | 2014–15       | Premier League   | 33        | 9         | 2       | 1      | 0          | 0          | —       | —      | —       | —      | 35      | 10     |
| Manchester United    | 2015–16       | Premier League   | 38        | 6         | 4       | 3      | 1          | 0          | 11      | 1      | —       | —      | 54      | 10     |
| Manchester United    | 2016–17       | Premier League   | 25        | 6         | 3       | 0      | 3          | 2          | 10      | 2      | 1       | 0      | 42      | 10     |
| Manchester United    | 2017–18       | Premier League   | 26        | 3         | 4       | 0      | 1          | 0          | 6       | 0      | 0       | 0      | 37      | 3      |
| Manchester United    | Total         | Total            | 137       | 30        | 13      | 4      | 5          | 2          | 27      | 3      | 1       | 0      | 183     | 39     |
| Total carieră        | Total carieră | Total carieră    | 387       | 91        | 41      | 14     | 13         | 5          | 83      | 16     | 7       | 2      | 531     | 128    |

1. ↑  Includes appearances in the Supercopa de España, FA Community Shield, UEFA Super Cup and FIFA Club World Cup

1Includes other competitive competitions, including the Supercopa de España.
2Includes other competitive competitions, including the FA Community Shield, FIFA Club World Cup and UEFA Super Cup.

### Internațional
La 30 iunie 2013.
| Națională     | An            | Meciuri | Goluri |
| ------------- | ------------- | ------- | ------ |
| Spania        | 2009          | 7       | 3      |
| Spania        | 2010          | 3       | 0      |
| Spania        | 2011          | 6       | 2      |
| Spania        | 2012          | 4       | 1      |
| Spania        | 2013          | 10      | 3      |
| Total carieră | Total carieră | 30      | 9      |

### Goluri internaționale
| #  | Data              | Stadion                                       | Oponent               | Scor | Rezultat | Competiție                                             |
| -- | ----------------- | --------------------------------------------- | --------------------- | ---- | -------- | ------------------------------------------------------ |
| 1. | 9 septembrie 2009 | Estadio Romano, Mérida, Spania                | Estonia               | 3–0  | 3–0      | Campionatul Mondial de Fotbal 2010                     |
| 2. | 10 octombrie 2009 | Hanrapetakan Stadium, Yerevan, Armenia        | Armenia               | 1–2  | 1–2      | Campionatul Mondial de Fotbal 2010                     |
| 3. | 14 octombrie 2009 | Bilino Polje, Zenica, Bosnia și Herțegovina   | Bosnia și Herțegovina | 0–5  | 2–5      | Campionatul Mondial de Fotbal 2010                     |
| 4. | 29 martie 2011    | Stadionul Darius și Girėnas, Kaunas, Lituania | Lituania              | 1–3  | 1–3      | Euro 2012                                              |
| 5. | 7 octombrie 2011  | Generali Arena, Praga, Cehia                  | Cehia                 | 0–1  | 0–2      | Euro 2012                                              |
| 6. | 1 iulie 2012      | Stadionul Olimpic, Kiev, Ucraina              | Italia                | 4–0  | 4–0      | Euro 2012                                              |
| 7  | 11 June 2013      | Yankee Stadium, New York, SUA                 | Republica Irlanda     | 2–0  | 2–0      | Meci amical                                            |
| 8  | 20 June 2013      | Estádio do Maracanã, Rio de Janeiro, Brazilia | Tahiti                | 8–0  | 10–0     | Cupa Confederațiilor FIFA 2013                         |
| 9  | 15 October 2013   | Estadio Carlos Belmonte, Albacete, Spania     | Georgia               | 2–0  | 2–0      | Calificările pentru Campionatul Mondial de Fotbal 2014 |

## Palmares

### Club
Valencia
- Cupa Regelui (1): 2007-2008

Chelsea
- Cupa FA (1): 2011-2012
- Liga Campionilor (1): 2011-2012
- UEFA Europa League (1): 2012–13

### Internațional
Spania
- Campionatul Mondial de Fotbal: 2010
- Campionatul European de Fotbal: 2012
- Cupa Confederațiilor: Locul 3 - 2009
- Campionatul European de Fotbal under-19: 2006
- Campionatul European de Fotbal under-21: 2011

### Individual
- Jucătorul de aur la Campionatul European de Fotbal under-19
- Gheata de bronz la Campionatul European de Fotbal under-21
- Jucătorul anului la Chelsea
- Jucătorul meciului finalei Cupei FA 2012
- Jucătorul lunii în Premier League în Octombrie 2012